# Breves (kommun)
Breves är en kommun i Brasilien.   Den ligger i delstaten Pará, i den nordöstra delen av landet, 1 700 km norr om huvudstaden Brasília. Antalet invånare är 92 865.
Följande samhällen finns i Breves:
- Breves

I omgivningarna runt Breves växer i huvudsak städsegrön lövskog. Runt Breves är det mycket glesbefolkat, med 2 invånare per kvadratkilometer.